# Revest-Saint-Martin
Revest-Saint-Martin ist eine französische Gemeinde mit 82 Einwohnern (Stand 1. Januar 2022) im Département Alpes-de-Haute-Provence in der Region Provence-Alpes-Côte d’Azur. Sie gehört zum Kanton Forcalquier im Arrondissement Forcalquier.

## Geographie
Revest-Saint-Martin befindet sich auf 658 m, zwei Kilometer von Sigonce, drei Kilometer von Fontienne und sieben Kilometer von Forcalquier entfernt und besteht aus den Dörfern Le Revest, Saint-Martin und La Blanche. Die Gemeinde grenzt im Norden und Osten an Montlaux, im Süden an Sigonce, im Westen an Fontienne und im Nordwesten an Saint-Étienne-les-Orgues.

## Bevölkerungsentwicklung
| Jahr      | 1962 | 1968 | 1975 | 1982 | 1990 | 1999 | 2008 | 2012 |
| --------- | ---- | ---- | ---- | ---- | ---- | ---- | ---- | ---- |
| Einwohner | 25   | 59   | 71   | 60   | 77   | 84   | 92   | 64   |

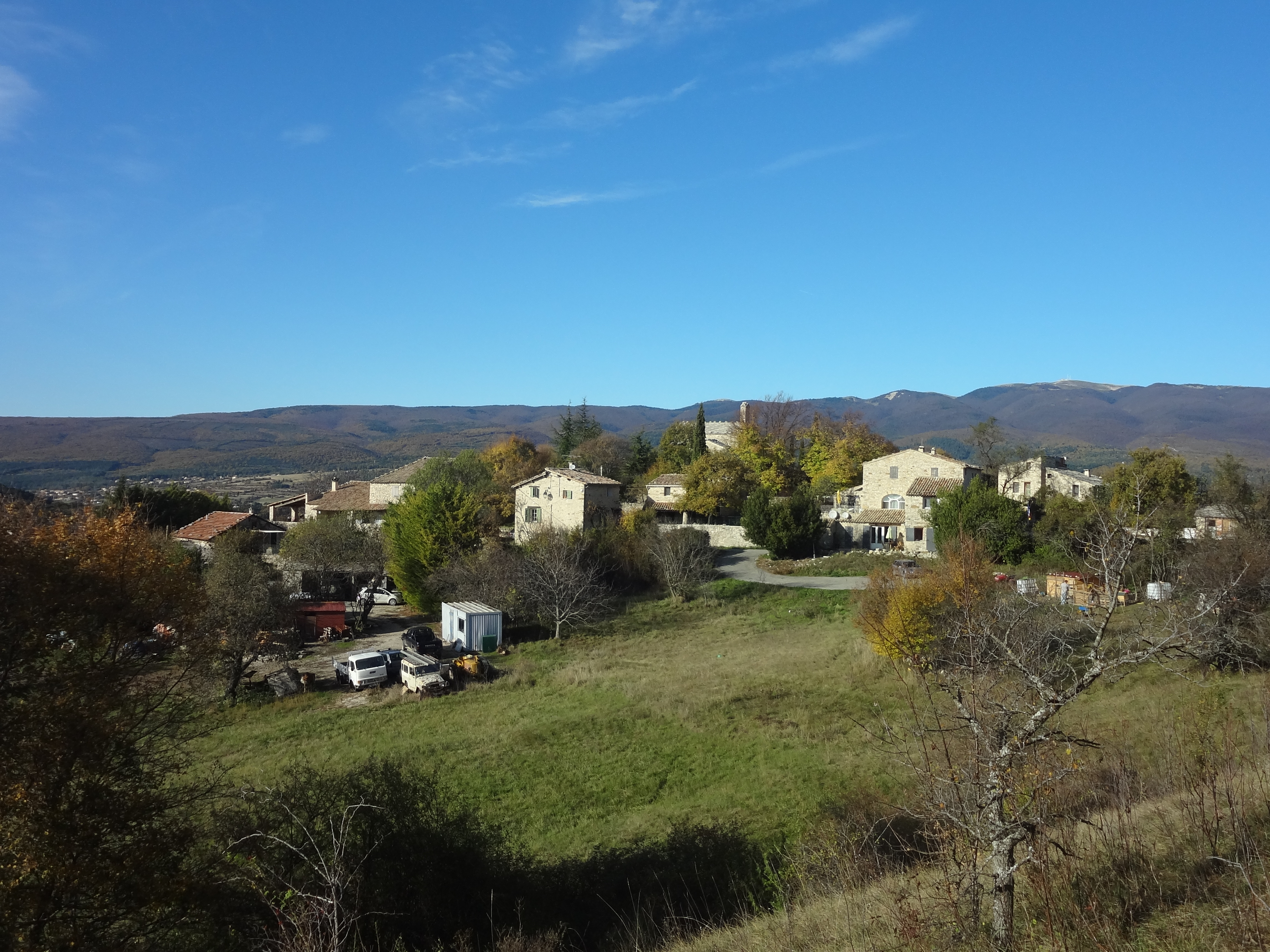
Ortsteil Le Revest
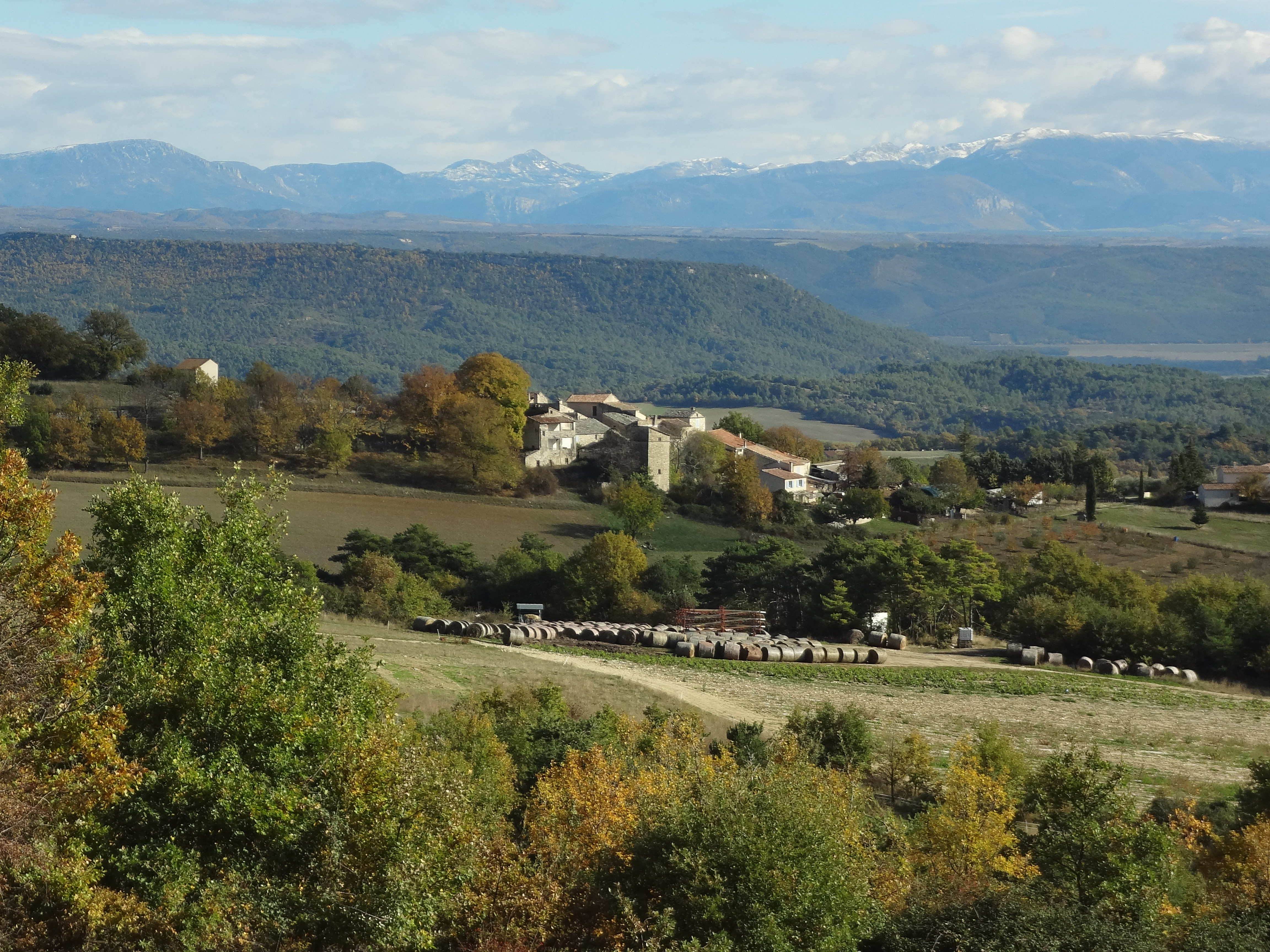
Ortsteil Saint-Martin
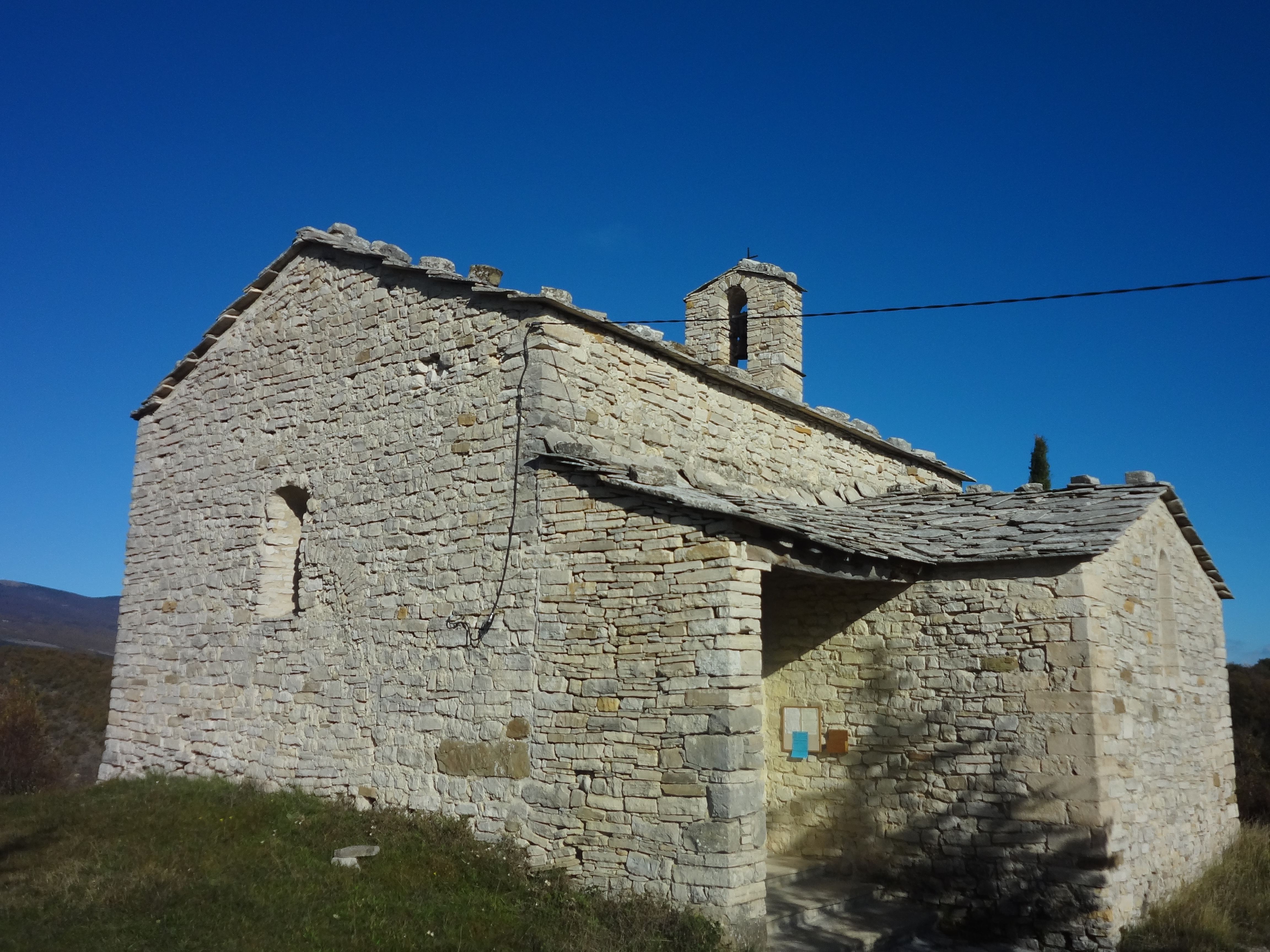
Kirche Saint-André